# Lugaru
Lugaru es el primer videojuego comercial creado por el desarrollador independiente Wolfire Games. Es un juego de acción 3D de código abierto y multiplataforma. El personaje del jugador es un conejo antropomórfico que utiliza una gran variedad de técnicas de combate para luchar contra lobos y conejos hostiles. El nombre «Lugaru» es una escritura fonética de «loup-garou», que en francés significa hombre lobo. Obtuvo buenas críticas y fue bien recibido entre la comunidad de shareware, especialmente entre los usuarios de Mac. Una secuela, Overgrowth, fue lanzada en 2017.

## Desarrollo
Lugaru fue casi exclusivamente creado por David Rosen, incluyendo el motor del juego, los modelos, las animaciones y la historia. Fue uno de los primeros videojuegos producidos de manera independiente en emplear la física de ragdoll. Utiliza un sistema de combate único que se basa en el tiempo y el contexto para los ataques y contraataques, en lugar de diferentes combinaciones de teclas. Fue originalmente lanzado el 28 de enero de 2005 para Mac OS X, Windows y Linux.

## Recepción
El diseñador de juegos, Jacob Driscoll, opinó que «es bueno que todos los pequeños defectos que encontré en el juego sean solo nimiedades. Me gustaría tener más interacciones contextuales, explorar más el mundo, disponer de más tipos de armas, armaduras y estrategias de los enemigos (me hubiera gustado una mecánica de sigilo mejorada, más situaciones donde los enemigos alertaran a sus aliados, y más juego vertical). El estilo agresivo del juego no difiere mucho de lo que suelo jugar, y habría apreciado un poco más de estrategia involucrada; siento que mis victorias se basaron más en la suerte que en elecciones reales, pero honestamente, el juego fue lo suficientemente corto y la secuencia correr-bloquear-atacar-corre-ataque de piernas fue divertida. El juego se sintió bien cohesionado».
Jan Beck de InsideMacGames.com le otorgó al juego una puntuación de 8.25/10 después de una revisión profunda de tres páginas. Criticó la historia lineal del juego como una pequeña deficiencia y calificó la física de ragdoll como «bastante absurda». Sin embargo, valoró positivamente los gráficos del juego como «muy buenos» (considerando el bajo presupuesto del juego), elogió el efecto borroso de movimiento, la efectividad de la lentitud del tiempo y la atención de los desarrolladores a los detalles del entorno, como la sangre en el suelo y los modelos de personajes. Especialmente, Jan elogió el sistema de combate.